# Mario Álvarez

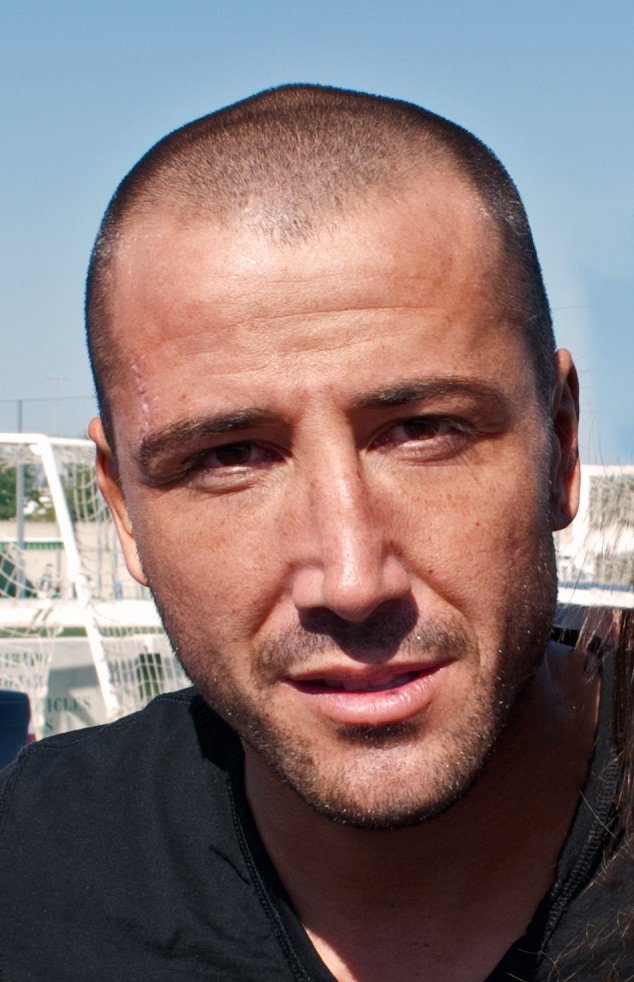
Mario Álvarez in 2011

Mario Pedro Álvarez Abrante (Santa Cruz de Tenerife, 2 februari 1982) is een Spaans profvoetballer. Hij speelt sinds 2007 als centrale verdediger bij Getafe CF.

## Clubvoetbal
Mario Álvarez begon in 2000 als profvoetballer bij Atlético Madrid B. In 2001 vertrok hij naar Real Valladolid. Op voorspraak van Eusebio Sacristán, oud-speler van Real Vallodolid en vanaf 2003 assistent-trainer naar Frank Rijkaard bij FC Barcelona, werd Mario Álvarez in 2003 gecontracteerd door FC Barcelona. Veel indruk kon de verdediger echter niet maken bij Barça en hij speelde slechts drie wedstrijden: de halve finale van de Copa de Catalunya tegen Girona FC, de UEFA Cup-wedstrijd thuis tegen Panionios en uit tegen Málaga CF in de Primera División. In 2004 mocht Mario Álvarez alweer vertrekken bij FC Barcelona en hij keerde terug naar Real Valladolid. Sinds 2006 stond Mario Álvarez onder contract bij Recreativo, waarmee hij in het seizoen 2006/2007 in de Primera División speelde. Een jaar later stapte hij over naar reeksgenoot Getafe CF.

### Statistieken
| seizoen    | club              | land   | competitie         | wed. | goals |
| ---------- | ----------------- | ------ | ------------------ | ---- | ----- |
| 2000/01    | Atlético Madrid B | Spanje | Segunda División B | 28   | 0     |
| 2001/02    | Real Valladolid   | Spanje | Primera División   | 17   | 0     |
| 2002/03    | Real Valladolid   | Spanje | Primera División   | 17   | 1     |
| 2003/04    | FC Barcelona      | Spanje | Primera División   | 1    | 0     |
| 2004/05    | Real Valladolid   | Spanje | Segunda División A | 26   | 0     |
| 2005/06    | Real Valladolid   | Spanje | Segunda División A | 30   | 2     |
| 2006/07    | Recreativo Huelva | Spanje | Primera División   | 25   | 1     |
| 2007/08    | Getafe CF         | Spanje | Primera División   | 15   | 1     |
| 2008/09    | Getafe CF         | Spanje | Primera División   | 28   | 0     |
| 2009/10    | Getafe CF         | Spanje | Primera División   | 13   | 0     |
| 2010/11    | Getafe CF         | Spanje | Primera División   | 0    | 0     |
| Bijgewerkt | 09-05-2011        |        |                    |      |       |